# Lethata
Lethata är ett släkte av fjärilar. Lethata ingår i familjen plattmalar.

## Dottertaxa tillLethata, i alfabetisk ordning[1]
- Lethata aletha
- Lethata angusta
- Lethata anophthalma
- Lethata aromatica
- Lethata asthenopa
- Lethata badiella
- Lethata bovinella
- Lethata buscki
- Lethata curiata
- Lethata dispersa
- Lethata fernandezyepezi
- Lethata fusca
- Lethata glaucopa
- Lethata gypsolitha
- Lethata herbacea
- Lethata illustra
- Lethata indistincta
- Lethata invigilans
- Lethata irresoluta
- Lethata lanosa
- Lethata leucothea
- Lethata maculata
- Lethata monopa
- Lethata mucida
- Lethata myopina
- Lethata oculosa
- Lethata pyrenodes
- Lethata ruba
- Lethata satyropa
- Lethata sciophthalma
- Lethata striolata
- Lethata trochalosticta